# Szermierka na Letnich Igrzyskach Olimpijskich 1928
Szermierka na IX Letnich Igrzyskach Olimpijskich w Amsterdamie była rozgrywana od 29 lipca do 11 sierpnia 1928 r. Zawody odbyły się w hali sportowej Schemzaal.
Polska drużyna szablistów, zajmując 3. miejsce, zdobyła pierwszy olimpijski medal w szermierce dla Polski.

## Klasyfikacja medalowa
| Lp. | Państwo           | złoto | srebro | brąz | Razem |
| --- | ----------------- | ----- | ------ | ---- | ----- |
| 1   | Francja           | 2     | 3      | 0    | 5     |
| 2   | Włochy            | 2     | 1      | 2    | 5     |
| 3   | Węgry             | 2     | 1      | 0    | 3     |
| 4   | Rzesza Niemiecka  | 1     | 1      | 1    | 3     |
| 5   | Wielka Brytania   | 0     | 1      | 0    | 1     |
| 6   | Argentyna         | 0     | 0      | 1    | 1     |
| 6   | Polska            | 0     | 0      | 1    | 1     |
| 6   | Portugalia        | 0     | 0      | 1    | 1     |
| 6   | Stany Zjednoczone | 0     | 0      | 1    | 1     |

## Medaliści

### Mężczyźni
| Złoto | Srebro | Brąz |
| Floret (ind., druż.) | | |
| Lucien Gaudin | Erwin Casmir                                                                                                | Giulio Gaudini |
| Włochy Ugo Pignotti · Giulio Gaudini · Giorgio Pessina · Gioacchino Guaragna · Oreste Puliti · Giorgio Chiavacci            | Francja Philippe Cattiau · Roger Ducret · André Labatut · Lucien Gaudin · Raymond Flacher · André Gaboriaud | Argentyna Roberto Larraz · Raúl Anganuzzi · Luis Lucchetti · Héctor Lucchetti · Carmelo Camet                              |
| Szpada (ind., druż.) | | |
| Lucien Gaudin | Georges Buchard                                                                                             | George Calnan |
| Włochy Giulio Basletta · Marcello Bertinetti · Giancarlo Cornaggia-Medici · Carlo Agostoni · Renzo Minoli · Franco Riccardi | Francja Georges Buchard · Gaston Amson · Émile Cornic · Bernard Schmetz · René Barbier · Armand Massard     | Portugalia Paulo d’Eça Leal · Mário de Noronha · Jorge de Paiva · Frederico Paredes · João Sassetti · Henrique da Silveira |
| Szabla (ind., druż.) | | |
| Ödön Tersztyánszky | Attila Petschauer                                                                                           | Bino Bini |
| Węgry Ödön Tersztyánszky · János Garay · Attila Petschauer · József Rády · Sándor Gombos · Gyula Glykais                    | Włochy Bino Bini · Oreste Puliti · Giulio Sarrocchi · Renato Anselmi · Emilio Salafia · Gustavo Marzi       | Polska Adam Papée · Tadeusz Friedrich · Kazimierz Laskowski · Władysław Segda · Aleksander Małecki · Jerzy Zabielski       |

### Kobiety
| Złoto         | Srebro         | Brąz         |
| Floret (ind.) |                |              |
| Helene Mayer  | Muriel Freeman | Olga Oelkers |

## Kraje uczestniczące
W zawodach wzięło udział 259 szermierzy z 27 krajów:

- Argentyna (9)
- Austria (6)
- Belgia (21)
- Bułgaria (2)
- Chile (6)
- Czechosłowacja (7)
- Dania (10)
- Królestwo Egiptu (8)
- Finlandia (2)
- Francja (20)
- Grecja (5)
- Hiszpania (9)
- Holandia (20)
- Królestwo SHS (2)
- Meksyk (2)
- Niemcy (13)
- Norwegia (5)
- Polska (6)
- Portugalia (7)
- Rumunia (8)
- Stany Zjednoczone (16)
- Szwajcaria (9)
- Szwecja (8)
- Turcja (4)
- Węgry (17)
- Wielka Brytania (19)
- Włochy (18)